# اچ‌ام‌اس اچ۵
اچ‌ام‌اس اچ۵ (به انگلیسی: HMS H5) یک زیردریایی بود که طول آن ۱۵۰ فوت ۳ اینچ (۴۵٫۸۰ متر) بود. این زیردریایی در سال ۱۹۱۵ ساخته شد.